# انتخابات سراسری اکوادور (۲۰۲۳)
انتخابات سراسری اکوادور (انگلیسی: 2023 Ecuadorian general election) انتخابات زودهنگام سراسری اکوادور در ۲۰ اوت ۲۰۲۳ در برگزار شد، در ۱۷ مه رئیس‌جمهور اکوادور گیلرمو لاسو که به اتهام اختلاس قطعی بود که با محاکمه و استیضاح روبرو خواهد شد مجلس ملی را منحل کرد. و خواستار برگزاری یک انتخابات عمومی زودهنگام شد، اگرچه رئیس‌جمهور فعلی گیلرمو لاسو واجد شرایط برای دور دوم بود، اما وی در ۱۸ مه اعلام کرد که در انتخابات ریاست‌جمهوری شرکت نخواهد کرد.
به‌دنبال برگزاری انتخابات و طی کردن مرحله اول، لوئیسا گونزالس از جنبش انقلاب شهروندی به دور دوم انتخابات ۱۵ اکتبر راه پیدا کرد و در جایگاه اول قرار گرفت و ۳۳ درصد آرا را به دست آورد و دانیل نوبوآ از «اقدام دموکراتیک ملی» با ۲۴درصد آرا در جایگاه دوم قرار گرفت. کسب مقام دوم برای نوبوآ شگفت‌انگیز و ناراحت‌کننده بود. اما نوبوآ در نهایت با ۵۲ درصد آرا در دور دوم انتخابات، گونزالس را شکست داد، نتیجه‌ای مشابه با گیلرمو لاسو در سال ۲۰۲۱ به دست آمد، و نوبوآ را به رئیس‌جمهور منتخب اکوادور تبدیل کرد. او با ۳۵ سال سن، جوانترین رئیس‌جمهور تاریخ این کشور می‌باشد.